# Pabuonqed eulna
Pabuonqed eulna (лат.) — ископаемый вид термитов рода Pabuonqed, единственный в составе монотипического семейства Pabuonqedidae. Обнаружен в меловом бирманском янтаре (северная Мьянма, Noije Bum Village, Tanaing Town; меловой период, сеноман, около 100 млн лет). Один из самых древних видов социальных насекомых.

## Описание
Мелкие ископаемые термиты (длина тела около 7 мм, размах крыльев около 10 мм). Вид был описан по имаго крылатой особи и личинкам, сохранившимся в куске бирманского мелового янтаря. Тело широкое, церки хорошо развитые (предположительно 7-члениковые). Голова гипогнатная, скрытая под переднеспинкой (признаки тараканов), сферической формы с равной длиной и шириной (1,3 мм). Фасеточные глаза крупные, лентовидные, расположены у места прикрепления усиков; длина глаза 0,5 мм, ширина — 0,1 мм. Размер оцеллий менее 0,1 мм. Усики короткие и широкие (длина около 2 мм). В усиках не менее 23 членика. Переднеспинка поперечная (длина — 1,2 мм; ширина — 1,7 мм). Ноги с длинными тонкими шипиками и шпорами. Передние ноги крупные, копательные. Лапки 5-члениковые. Несколько особей, включая крылатых и личинок Pabuonqed eulna, были обнаружены в нескольких кусках янтаря, крупнейший из которых длиной 35,84 мм, шириной 26,26 мм и толщиной 6,43 мм (весом 3,5 г). Социальность подтверждается обнаружением сразу 6 личинок вместе в древесном туннеле. Новый вид представляет собой первую переходную форму, ведущую к истинной социальности термитов. Впервые описан в 2019 году и выделен в отдельные монотипические род Pabuonqed и семейство Pabuonqedidae в составе надсемейства Mastotermitoidea и считается древнейшим социальным видом.